# UPMC紀念醫院槍擊案
美東時間2025年2月22日，美國賓夕凡尼亞州希洛，鄰近約克市的UPMC紀念醫院發生大規模槍擊案與劫持人質事件。槍擊案於上午10時35分左右發生，兇手狄奧吉尼斯·阿爾漢格爾-奧爾蒂斯（英語：Diogenes Archangel-Ortiz）在醫院加護病房區域劫持人質後向多人開槍。事件造成包括兇手在內的2人死亡，另有5人中彈。

## 背景
UPMC紀念醫院是一家擁有104張病床的醫院，於2019年8月正式營運，提供緊急醫療服務、心血管內科、血管治療、慢性病管理與外科手術服務。

## 槍擊案

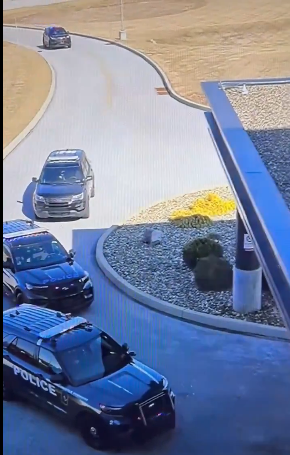
閉路電視畫面一幀顯示警方趕抵現場。

阿爾漢格爾於上午10時30分進入醫院，隨身攜帶一個背包，內裝半自動手槍、束線帶與膠帶。他抵達醫院主要入口附近的ICU區域，劫持人質後於10時35分開槍。隨後，他在院內設置障礙物並封鎖區域。稍後，阿爾漢格爾以一名ICU女員工為人質，雙手以束線帶捆綁，並在走廊與警方對峙，隨後爆發槍戰，最終阿爾漢格爾當場遭擊斃。交火期間，一名警察殉職。警方確認，這宗襲擊事件是針對性攻擊。

## 遇害者
西約克警察安德魯·杜阿爾特（Andrew Duarte）在槍擊案中殉職，西約克區政府已在Facebook上證實其死訊。杜阿爾特是一名資深警官，曾在科羅拉多州丹佛警察局擔任巡邏警員5年，並於2022年加入西約克警察局。他深受同事敬重，並於2021年獲頒英勇獎。
槍擊案造成至少5人受傷，其中包括2名警察、一名醫生、一名護士與一名清潔工，皆無生命危險，目前情況穩定。另有一名醫院員工在混亂中摔倒受傷。

## 兇手
兇手為49歲的狄奧吉尼斯·阿爾漢格爾-奧爾蒂斯，自1990年代起定居約克，出生於紐約市布朗克斯，父母為多明尼加裔。他與ICU曾有接觸，至少在案發前曾到過醫院一次，而在槍擊發生前一週，他因醫療需求聯繫ICU，此事涉及另一人。
警方後來確認，這名人士為他的妻子，她於槍擊案前一晚在安寧病房去世。而阿爾漢格爾也在同日晚間被醫院保全驅離，最終促使他因憤怒與悲傷犯案。阿爾漢格爾在2007至2025年間於約克地區犯下多項罪行，擁有豐富的犯罪紀錄。

## 後續
為悼念杜阿爾特，人們在西約克警察局門前設立紀念區，擺放鮮花與紀念物。賓夕法尼亞州州長喬什·夏皮羅也下令全州降半旗，以表哀悼。